# Salamá
Pour l’article ayant un titre homophone, voir Salama.

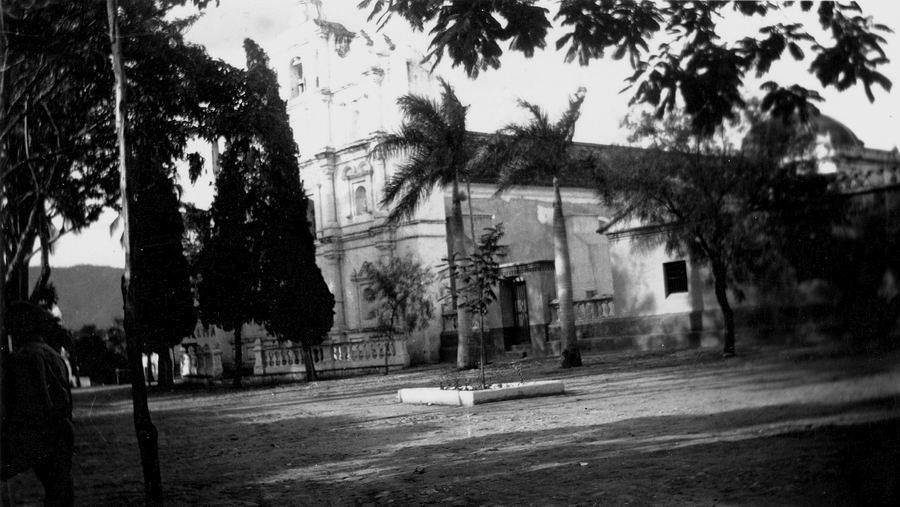

Salamá est une ville du Guatemala située dans le département de Baja Verapaz.